# Jean Benguigui
Pour les articles homonymes, voir Benguigui.
Jean David Benguigui (prononcé [bɛŋ.ɡi.ɡi]) est un acteur français né le 8 avril 1944 à Oran en Algérie.

## Biographie

### Famille
Jean Benguigui est le fils de Paul  Benguigui et de Nelly Abécassis (1918-2007), juifs originaires d'Algérie. Il fréquente les mêmes établissements scolaires que son ami Pierre Benichou, plus âgé que lui de six ans. 
À 14 ans, il découvre sa vocation d'acteur en assistant à la pièce de théâtre Tartuffe à Oran. En 1962, âgé de 18 ans, il part pour Toulouse et habite un pensionnat, tandis que ses parents et une de ses sœurs sont restés en Algérie. En 1963, il monte à Paris et fait du théâtre universitaire avec Patrice Chéreau dont il fait partie de la troupe. 
Il commence sa carrière d'acteur de cinéma dès 1966.[réf. nécessaire]
Il est le père du chanteur Antoine Léonpaul. Il n'a pas de lien de parenté avec l'actrice Valérie Benguigui (1961-2013).

### Carrière
Il apparaît pour la première fois à l'écran dans Le Pacha, de Georges Lautner, puis dans un film consacré à des calvinistes, Les Camisards, de René Allio (1972). En 1976, il retrouve son pays d'origine dans La Question, de Laurent Heynemann, un drame, qui prend place en pleine guerre d'Algérie. En 1979, toujours dans une veine très dramatique, il incarne Jean-Jean dans La Dérobade.
Jean Benguigui fait une première échappée vers un registre plus léger, avec Buffet froid, de Bertrand Blier, en 1979. Deux ans plus tard, commence une collaboration fidèle avec le réalisateur Alexandre Arcady, sur le tournage du Grand Pardon. En 1983, ils se retrouvent pour Le Grand Carnaval.
En 1983, il joue aux côtés de Philippe Noiret et de Catherine Deneuve dans L'Africain. En 1986, il découvre l'univers comique de Francis Veber dans Les Fugitifs. Il fait également partie de l'équipe de Ripoux contre ripoux (1989).
Jean Benguigui double, en 1990, Joe Pesci dans Les Affranchis de Martin Scorsese. La même année, il devient connu du grand public en tenant le rôle principal dans la série télévisée Imogène.
Dans les années 1990, il joue dans les seconds rôles. Il apparaît dans le film policier Docteur M (1990), de Claude Chabrol. Il est Doga dans l'épopée de La Belle Histoire (1991), de Claude Lelouch. Dans la satire Ma vie est un enfer (1991), il incarne le voisin bougon du personnage joué par Josiane Balasko.
Il participe à Astérix et Obélix : Mission Cléopâtre (2002), dans un rôle de client râleur. L'année suivante, il joue dans un autre film ambitieux, Le Boulet. En 2004, il est un doux père de famille dans Au bout du monde à gauche, de Avi Nesher.
En 2006, il interprète le rôle de « Mimoun » dans le film Nos jours heureux réalisé par Éric Toledano et Olivier Nakache.
En 2006 et 2007, il joue le rôle de l'impresario Cartoni dans la nouvelle adaptation de l'opérette Le Chanteur de Mexico de Francis Lopez au Théâtre du Châtelet.
En 2010, dans Fatal, il incarne Tony Tarba, producteur véreux du rappeur Fatal, au côté de Michael Youn, ce dernier étant également réalisateur.
Il fait partie de l'équipe de Laurent Ruquier (On va s'gêner après avoir quitté On a tout essayé en 2006, et, désormais, Les Grosses Têtes).
En 2010, il participe à l'émission de Laurent Ruquier On n'demande qu'à en rire sur France 2 en tant que juré. À ce titre, il gagne en 2011 le « Gérard du membre d'un jury de tocards qui a toute légitimité à te juger vu comment il a brillamment réussi sa carrière » des Gérard de la télévision 2011. En 2014, il participe à L'Émission pour tous sur France 2,. Il est souvent moqué par ses collègues pour sa petite taille, dont il est le premier à rire.

### Engagement politique
Lors de l'élection présidentielle de 2012, Jean Benguigui soutient François Hollande. Il soutient Emmanuel Macron au second tour de celle de 2017.

## Filmographie

### Cinéma

#### Années 1960
- 1967 : Vampirise, de Bernard Chaouat et Patrice Duvic (court-métrage)

#### Années 1970
- 1972 : Les Camisards, de René Allio : Jean-Baptiste Fort
- 1973 : George qui ?, de Michèle Rosier : Le critique musical
- 1974 : Histoire de Paul, de René Féret : L'Italien
- 1976 : Le Petit Marcel, de Jacques Fansten : Le loueur d'appartement
- 1977 : La Question, de Laurent Heynemann : Claude
- 1977 : L'Amour en herbe, de Roger Andrieux : Langelin
- 1978 : Une épouse romantique, (court-métrage) de Robert Réa
- 1978 : Stephen (court-métrage) de Jean-Jacques Bernard
- 1978 : Un professeur d'américain, de Patrick Jeudy : Le professeur
- 1979 : Le Mors aux dents, de Laurent Heynemann : René Bosc
- 1979 : La Dérobade, de Daniel Duval : Jean-Jean
- 1979 : Le Pull-over rouge, de Michel Drach : Charlie
- 1979 : Buffet froid, de Bertrand Blier : Le tueur à gages

#### Années 1980
- 1982 : Le Grand Pardon, d'Alexandre Arcady : Albert Zecri
- 1983 : L'Africain, de Philippe de Broca : Aristote Poulakis
- 1983 : Le Jeune Marié, de Bernard Stora : Contremaître
- 1983 : Le Grand Carnaval, d'Alexandre Arcady : Benjamin Fitoussi
- 1984 : Le Juge, de Philippe Lefebvre : Donati
- 1984 : La Garce, de Christine Pascal : Rony
- 1984 : Souvenirs, Souvenirs, d'Ariel Zeitoun : Samuel
- 1984 : Le Vol du Sphinx, de Laurent Ferrier : Mendel
- 1986 : Les Fugitifs, de Francis Veber : Labib
- 1987 : Milan noir, de Ronald Chammah : De Gioigi
- 1987 : Contrôle (Il Giorno prima), de Giuliano Montaldo : Max Bloch
- 1988 : Une nuit à l'Assemblée nationale, de Jean-Pierre Mocky : Marcel

#### Années 1990
- 1990 : Ripoux contre ripoux, de Claude Zidi : Césarini
- 1990 : Docteur M, de Claude Chabrol : Rolf
- 1991 : Loulou Graffiti, de Christian Lejalé : Le commissaire Bloc
- 1991 : Kaddish, (court-métrage) de Serge Seiton et Serge Zeitoun
- 1991 : Le Cri des hommes, d'Okacha Touita : Fuentès
- 1991 : Aujourd'hui peut-être..., de Jean-Louis Bertuccelli : Marcel
- 1991 : Ma vie est un enfer, de Josiane Balasko : M. Chpil
- 1991 : La Totale !, de Claude Zidi : Sarkis
- 1992 : La Belle Histoire, de Claude Lelouch : le tenancier de la bodega
- 1992 : Le Grand Pardon 2, d'Alexandre Arcady : Albert Zecri
- 1993 : 3-5-8, (court-métrage) de Thierry Aoudja
- 1993 : Tango, de Patrice Leconte : Lefort
- 1996 : Le Fils de Gascogne, de Pascal Aubier : Lui-même
- 1996 : Salut cousin !, de Merzak Allouache : Maurice
- 1996 : Méfie-toi de l'eau qui dort, de Jacques Deschamps : M. Salmain
- 1997 : Over the Rainbow, (court-métrage) d'Alexandre Aja : Le gardien
- 1997 : Rien ne va plus, de Claude Chabrol : Le gangster
- 1998 : Bingo !, de Maurice Illouz : Tikossian
- 1999 : Merci mon chien, de Philippe Galland : Ralph

#### Années 2000
- 2000 : En face, de Mathias Ledoux : Henri de Villard
- 2001 : Un aller simple, de Laurent Heynemann : Place Vendôme
- 2002 : Astérix et Obélix : Mission Cléopâtre, d'Alain Chabat : Malococsis
- 2002 : Le Boulet, d'Alain Berberian et Frédéric Forestier : Saddam
- 2003 : Moi César, 10 ans ½, 1m39, de Richard Berry : Papy, le grand-père maternel de César
- 2004 : Au bout du monde à gauche, d'Avi Nesher : Isaac Shushan
- 2004 : Mariage mixte, d'Alexandre Arcady : Maurice Abecassis
- 2004 : Les Dalton, de Philippe Haïm : Le chef du village mexicain
- 2005 : La vie de Michel Muller est plus belle que la vôtre, de Michel Muller : Lui-même
- 2006 : Nos jours heureux d'Olivier Nakache : Mimoun, le cuisinier
- 2007 : Gomez vs Tavarès de Gilles Paquet-Brenner et Cyril Sebas : Jacques
- 2008 : Hello Goodbye, de Graham Guit : Simon Gash
- 2009 : Coco, de Gad Elmaleh : Zerbib
- 2009 : Tellement proches d'Éric Toledano et Olivier Nakache : Prosper
- 2010 : Fatal de Michaël Youn : Tony Tarba

#### Années 2010
- 2011 : La Croisière de Pascale Pouzadoux : le commandant
- 2015 : Les Gorilles de Tristan Aurouet : Vargas
- 2016 : Un homme d'État de Pierre Courrège : Michel Tourande
- 2018 : Brillantissime de Michèle Laroque : le boucher
- 2019 : Une intime conviction d'Antoine Raimbault : Me Szpiner

#### Années 2020
- 2023 : Le Petit Blond de la Casbah d'Alexandre Arcady : Lisa

### Télévision

#### Téléfilms
- 1977 : On ne badine pas avec l'amour, de Caroline Huppert
- 1980 : Il me faut un million, de Gérard Chouchan
- 1980 : Comme le temps passe, d'Alain Levent
- 1982 : La Déchirure, de Franck Apprederis
- 1983 : La Traversée de l'Islande, d'Alain Levent
- 1983 : Emmenez-moi au théâtre : La Baye, de Guy Séligmann
- 1985 : Les Bargeot, de Jean-Pierre Barizien, Nicolas Cahen, Gérard Espinasse et Bernard Gesbert (série télévisée)
- 1988 : L'Éloignement, de Yves-André Hubert
- 1989 : Le Banquet, de Marco Ferreri
- 1992 : L'Élixir d'amour, de Claude d'Anna
- 1993 : Anges ou démons ?, de Pierre Aknine
- 1994 : La Règle de l'homme, de Jean-Daniel Verhaeghe
- 1996 : La Pitié du diable, de Ghislain Allon et Michaela Heine
- 2000 : La Juge Beaulieu, de Joyce Buñuel
- 2002 : Le Jeune Casanova, de Giacomo Battiato
- 2003 : L'Adieu, de François Luciani
- 2004 : Qui mange quand ?, de Jean-Paul Lilienfeld
- 2007 : Ali Baba et les 40 voleurs de Pierre Aknine
- 2009 : Les Héritières de Harry Cleven
- 2012 : La Baie d'Alger de Merzak Allouache
- 2012 : Yann Piat, chronique d'un assassinat de Antoine de Caunes

#### Séries télévisées
- 1973 : La Ligne de démarcation, de Jacques Ertaud et Robert Mazoyer - épisode 12 : Janine (série télévisée) : Le chauffeur
- 1974 : Le Pain noir, de Serge Moati (feuilleton TV)
- 1977 : Brigade des mineurs de Claude Loursais (incidents mineurs : la patissier)
- 1979 : Le Journal de Philippe Lefebvre
- 1980 : Julien Fontanes, magistrat : l'épicier Didier Lamirat, frère de la victime  (épisode : Par la bande)
- 1980 : La Traque
  - 1980 : « Modus operandi » de Philippe Lefebvre
  - 1980 : « L'Association » de Philippe Lefebvre
  - 1980 : « La Surveillance » de Philippe Lefebvre
  - 1980 : « Le Démantèlement » de Philippe Lefebvre
- 1981 : Dickie-roi, de Guy-André Lefranc (feuilleton TV)
- 1982 : Deuil en vingt-quatre heures, de Frank Cassenti (feuilleton TV)
- 1984 : L'Appartement, de Dominique Giuliani
- 1985 et 1987 : Série noire (série télévisée) - 2 épisodes : Massin
  - «Le Grand môme» de Jacques Ertaud (1985)
  - «Lorfou» de Daniel Duval (1987)
- 1990-1996 : Imogène : Adjudant-chef Trouillet
  - 1990 : « Imogène est de retour » de François Leterrier
  - 1990 : « Encore vous, Imogène » de François Leterrier
  - 1990 : « Notre Imogène » de Sylvain Madigan
  - 1990 : « Imogène et la Veuve blanche » de Thierry Chabert
  - 1990 : « La Malédiction d'Imogène » de Thierry Chabert
  - 1990 : « Les Fiançailles d'Imogène » de Sylvain Madigan
  - 1991 : « Vous êtes folle, Imogène » de Paul Vecchiali
  - 1992 : « Imogène dégaine » de Thierry Chabert
  - 1992 : « Imogène inaugure les chrysanthèmes » de Thierry Chabert
  - 1992 : « Imogène 36.15 bise marine » de Jean-Daniel Verhaeghe
  - 1992 : « Imogène : Les Légumes maudits » de Jean-Daniel Verhaeghe
  - 1996 : « Imogène contre-espionne » de Paul Vecchiali
- 1994 : Julie Lescaut épisode 1, saison 3 : Ville basse, ville haute, de Josée Dayan — Chapuis
- 1996 : Berjac
  - 1996 : « Berjac : Coup de théâtre » de Jean-Michel Ribes
  - 1996 : « Berjac : Coup de maître » de Jean-Michel Ribes
- 1999-2004 : Pepe Carvalho
  - 1999 : « Histoire de famille - Padre, patrón », d'Emmanuelle Cuau
  - 1999 : « La solitude du manager, de Merzak Allouache
  - 1999 : « Le petit frère » d'Enrique Urbizu
  - 1999 : « Shéhérazade » de Franco Giraldi
  - 1999 : « La nostalgie commence dans l'assiette » de Rafael Moleón
  - 2003 : « Up and Down » de Laurent Jaoui
  - 2004 : « Les mers du sud » de Philippe Venault
  - 2004 : « La rose d'Alexandrie » de Rafael Moleón
  - 2004 : « Le prix » de Fabrice Cazeneuve
- 2001 : Caméra Café (1 épisode)
- 2001 : Les Redoutables, de Yves Boisset (série TV) (segment Poisson d'avril)
- 2009-2011 : Aïcha (2 épisodes)
  - 2009, épisode 1, « Pilote » de Yamina Benguigui
  - 2011, épisode 3, « Aïcha, la grande débrouille » de Yamina Benguigui
- 2011 : Le Sang de la vigne
  - 2011, « Les Larmes de Pasquin » de Marc Rivière
- 2015 : Scènes de ménages : Enfin en vacances à la mer
- 2015 : Capitaine Marleau de Josée Dayan
- 2017 : Scènes de ménages : Cap sur la Riviera
- 2017 : Prof T, série de Nicolas Cuche et Jean-Christophe Delpias
- 2020 : Les Copains d'abord de Denis Imbert
- 2021 - 2023 : Lupin : Alberto
- 2025 : Capitaine Marleau, épisode La 7ème danse de Josée Dayan

## Théâtre
- 1966 : L'Affaire de la rue de Lourcine d’après Eugène Labiche, mise en scène Patrice Chéreau, Festival de Gennevilliers
- 1967 : Les Soldats de Jakob Michael Reinhold Lenz, mise en scène Patrice Chéreau, Théâtre de Sartrouville, Théâtre de Chaillot
- 1967 : Le Voleur de femmes de Guan Hanqing, mise en scène Patrice Chéreau, Théâtre de Sartrouville
- 1971 : Le Camp du drap d'or de Serge Rezvani, mise en scène Jean-Pierre Vincent, Festival d'Avignon
- 1971 : Capitaine Schelle, Capitaine Eçço de Serge Rezvani, mise en scène Jean-Pierre Vincent, Théâtre de Chaillot
- 1972 : Dans la jungle des villes de Bertolt Brecht, mise en scène André Engel, Jean Jourdheuil et Jean-Pierre Vincent, Compagnie Vincent-Jourdheuil, Festival d'Avignon, Théâtre de Chaillot
- 1973 : Dans la jungle des villes de Bertolt Brecht, mise en scène André Engel, Jean Jourdheuil et Jean-Pierre Vincent, Théâtre de Nice
- 1974 : La Tragédie optimiste de Vsevolod Vichnievski, mise en scène Bernard Chartreux et Jean-Pierre Vincent, Théâtre du Gymnase
- 1976 : Comme il vous plaira de William Shakespeare, mise en scène Benno Besson, Festival d'Avignon
- 1977 : On ne badine pas avec l'amour d’Alfred de Musset, mise en scène Caroline Huppert, Théâtre des Bouffes du Nord
- 1979 : Platonov d'Anton Tchekhov, mise en scène Gabriel Garran, Théâtre de la Commune
- 1985 : La Culotte de Carl Sternheim, mise en scène Jacques Rosner, Grenier de Toulouse
- 1986 : La Culotte de Carl Sternheim, mise en scène Jacques Rosner, Théâtre de Grammont
- 1986 : L'Opéra de quat'sous de Bertolt Brecht, mise en scène Giorgio Strehler, Théâtre du Chatelet
- 1987 : L'Éloignement de Loleh Bellon, mise en scène Bernard Murat, Théâtre de la Gaîté Montparnasse
- 1993 : Staline de Gaston Salvatore (en), mise en scène Alain Maratrat (en), Théâtre national de la Colline
- 1994 : Marchands de caoutchouc de Hanoch Levin, mise en scène Jacques Nichet, Théâtre des Treize Vents
- 1995: Brèves de comptoir de Jean-Marie Gourio, mise en scène Jean-Michel Ribes, Théâtre des Célestins
- 1997 : Derrière les collines de Jean-Louis Bourdon, mise en scène de l'auteur, Le Trianon
- 2004 : Grosse chaleur de Laurent Ruquier, mise en scène Patrice Leconte, Théâtre de la Renaissance
- 2006 :  Le Chanteur de Mexico, mise en scène d'Emilio Sagi (metteur en scène), Théâtre du Châtelet
- 2006 : La République de Mek-Ouyes de Jacques Jouet, mise en scène Jean-Louis Martinelli, Théâtre Nanterre-Amandiers
- 2009 : Chat en poche de Georges Feydeau, mise en scène Pierre Laville, Théâtre Saint-Georges
- 2010 : Miam miam d'Édouard Baer, mise en scène de l'auteur, en tournée
- 2013 : Inconnu à cette adresse de Kressmann Taylor, lecture dirigée par Delphine de Malherbe, théâtre Antoine-Simone Berriau
- 2013 : Le Plus Heureux des trois d'Eugène Labiche et Edmond Gondinet, mise en scène Didier Long, Théâtre Hébertot
- 2015 : Inconnu à cette adresse de Kressmann Taylor, lecture dirigée par Delphine de Malherbe, tournée
- 2015 : Le Chat de Georges Simenon, mise en scène Didier Long, Théâtre Tête d'Or
- 2016 : Le Chat de Georges Simenon, mise en scène Didier Long, Théâtre de l'Atelier
- 2018 : Inconnu à cette adresse de Kressmann Taylor, lecture dirigée par Delphine de Malherbe, Festival d'Anjou
- 2018 : La Moustâche de Sacha Judaszko et Fabrice Donnio, mise en scène Jean-Luc Moreau, théâtre de la Gaîté Montparnasse
- 2021 : The Canapé de Patrice Leconte, mise en scène Jean-Luc Moreau, tournée
- 2025 : Visites à Mister Green de Jeff Baron, mise en scène Thomas Joussier, théâtre de Passy

## Publication
- Un parfum d'orange amère, avec Marjorie Philibert, Éditions Fayard, 2014,  (ISBN 978-2213685618)

## Doublage

### Cinéma

#### Films

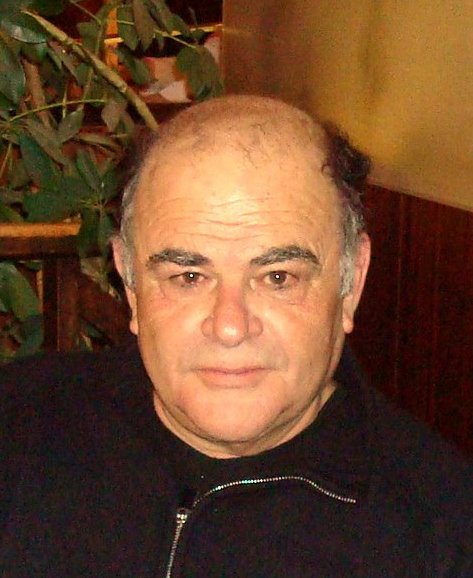
Jean Benguigui en 2010.

- 1990 : Les Affranchis de Martin Scorsese : Tommy DeVito (Joe Pesci)
- 1994 : Léon de Luc Besson : le père de Mathilda (Michael Badalucco)
- 2003 : Gangs of New York de Martin Scorsese : un électeur

#### Films d'animation
- 2004 : Gang de requins d'Éric Bergeron, Vicky Jenson et Rob Letterman : Sykes
- 2010 : Une vie de chat d'Alain Gagnol et Jean-Loup Felicioli : Victor Costa

## Décorations
- Chevalier de la Légion d'honneur (2016)[9]
- Chevalier de l'ordre des Arts et des Lettres (1986)[réf. nécessaire]

## On n'demande qu'à en rire
Depuis 2010, Jean Benguigui est membre du jury de l'émission On n'demande qu'à en rire de Laurent Ruquier sur France 2.
Il a parfois délaissé son siège de jury pour prendre part à des sketches :